# 下新城 (秋田市)
下新城（しもしんじょう）は、秋田県秋田市にある地域名。郵便番号は010-0141他。下新城岩城、下新城青崎、下新城小友、下新城笠岡、下新城長岡、下新城中野で構成される。

## 地理
秋田市の北部に位置する。北に金足、潟上市天王、東に上新城、南東に外旭川、南に飯島、西に日本海と接する。下新城中野を縦貫する国道7号を中心に商業施設や住宅地が広がり、西部は国道7号から秋田県道56号秋田天王線にかけて秋田砂丘と森林が広がる。一方、奥羽本線以西は下新城岩城や下新城小友などの集落があり、その周辺は田畑が広がる。

### 河川
- 新城川

## 歴史
出羽国秋田郡焼岡村（たけおか）の一部として成立。岩城館築城後、新しい城ということから新城と呼ばれるようになる。
- 貞和年間（1345-1350年） - 新城（岩城）右衛門太夫安信が、現在の下新城岩城に丘城岩城館を築城。
- 1557年（弘治3年） - 当時岩城館城主の佐藤出羽守綱吉が安東愛季に攻撃されて落城。後に、岩城右衛門太夫康信が城主になる。
- 1588年（天正16年） - 当時岩城右衛門太夫康信の跡を継いだ岩城館城主岩城半次郎が、湊騒動で湊安東通季方に与した為、檜山安東実季に攻められ、岩城館が落城。

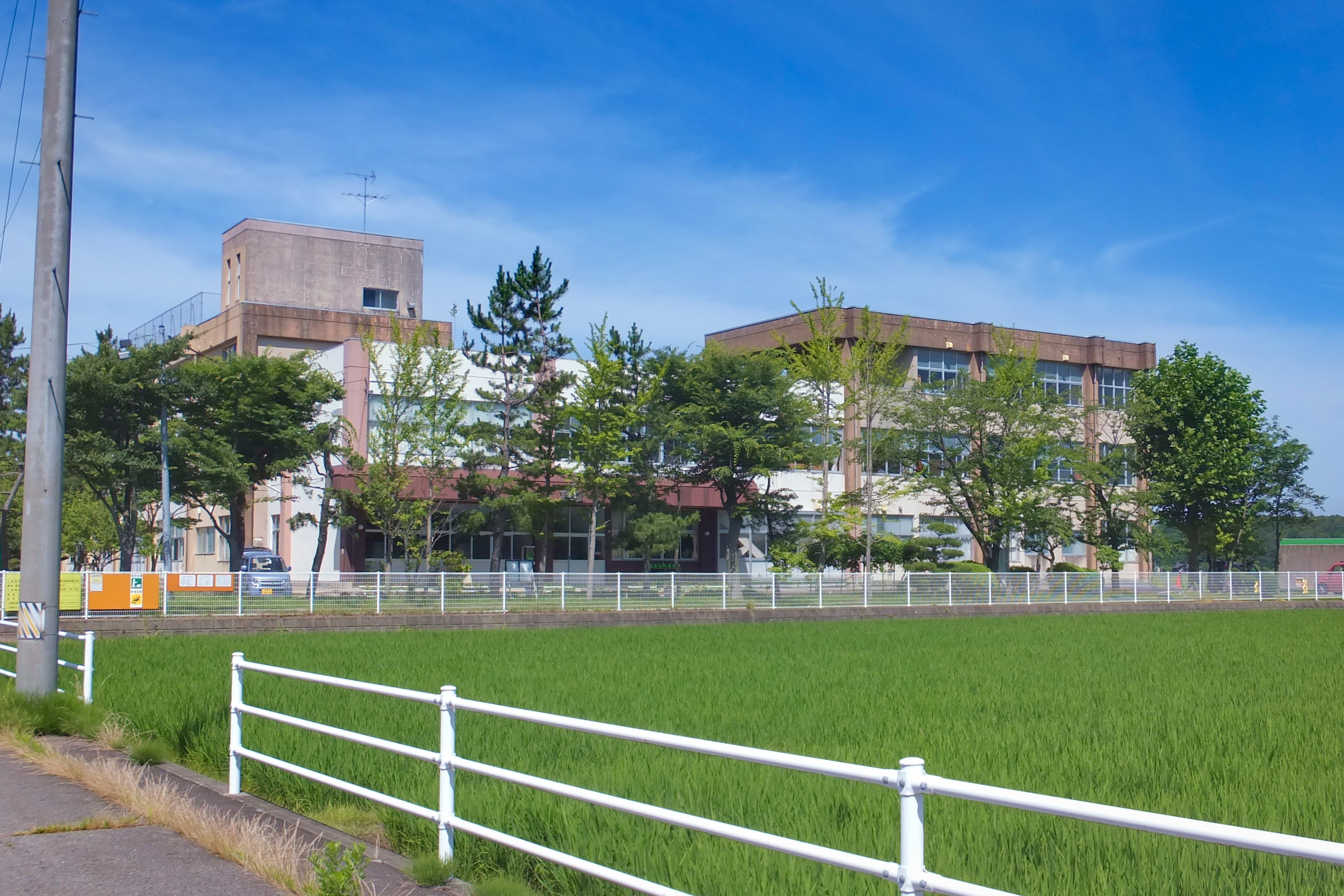
1875年（明治8年）9月10日 - 笠間学校（後の秋田市立新城小学校）が開校。
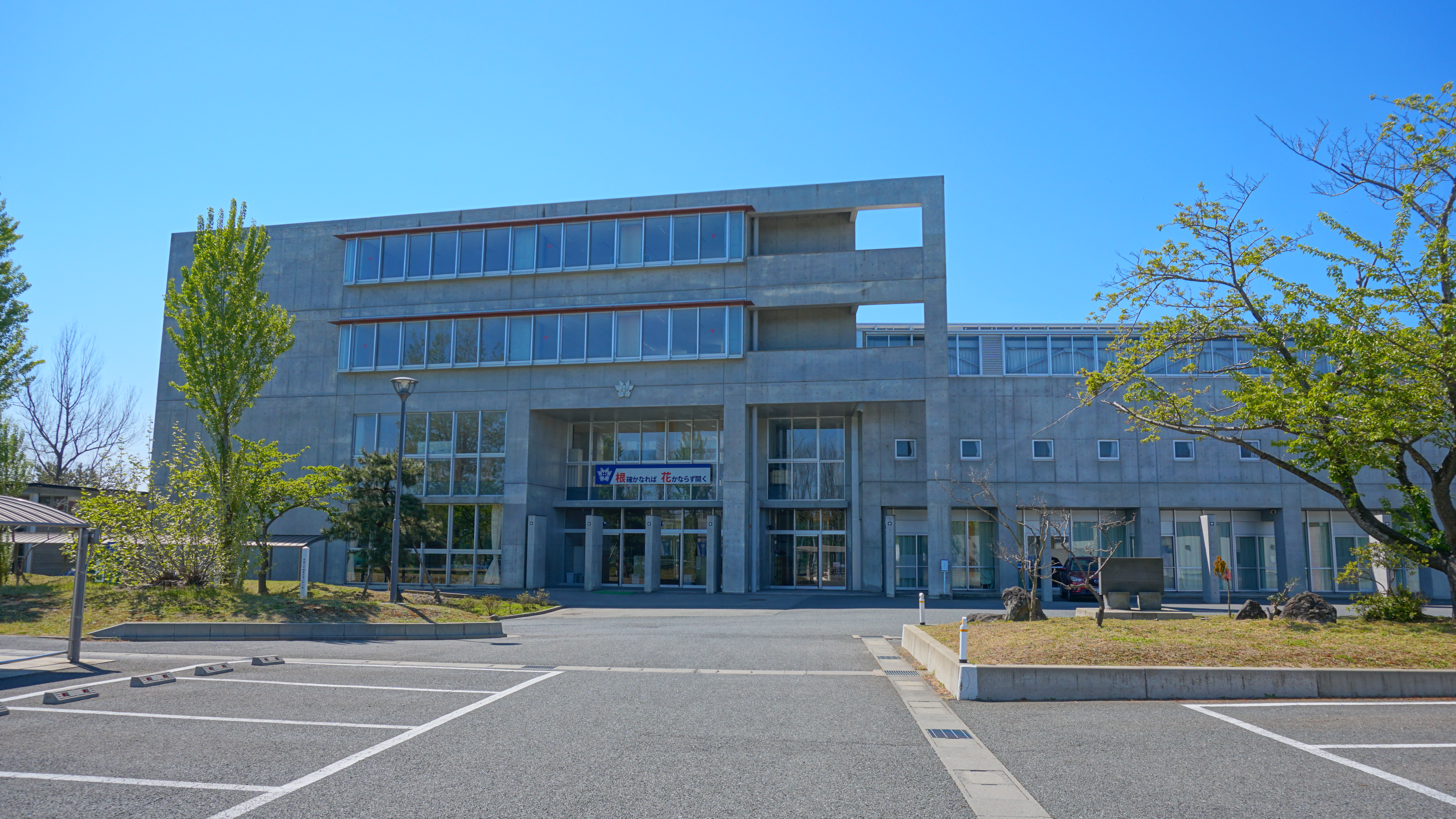
1882年（明治15年）8月10日 - 新城学校中野分校（後の秋田市立中野小学校）が開校。
- 1889年（明治22年）4月1日 - 町村制施行に伴い、岩城村、小友村、青崎村、笠岡村、中野村、長岡村が合併し南秋田郡下新城村が発足。
- 1954年（昭和29年）10月1日 - 下新城村が南秋田郡太平村・飯島村・外旭川村・上新城村、河辺郡浜田村・豊岩村・四ツ小屋村・上北手村・下北手村・仁井田村、由利郡下浜村と共に秋田市へ編入される。
- 1960年（昭和35年）6月2日 - 秋田市立新城小学校と秋田市立中野小学校が統合し、秋田市立下新城小学校が開校。
- 1962年（昭和37年）4月1日 - 秋田市立下新城中学校と秋田市立飯島中学校（初代）と秋田市立金足中学校が統合し、秋田市立秋田北中学校が開校。
- 1991年（平成3年）4月1日 - 秋田市立下新城中学校から分離し、秋田市立飯島中学校（二代目）が開校。一部地域が秋田市立飯島中学校学区となる。
1999年（平成11年）4月 - 秋田県立大学が開学。下新城中野に秋田キャンパスが置かれる。

## 施設
- 東北電力秋田変電所
- 今村病院
- 下新城簡易郵便局
- 秋田市下新城地区コミュニティセンター
- 秋田市下新城交流センター
- 社会福祉法人北杜 障がい者支援施設ほくと
- 新城神社 - 岩城館の城跡にある。

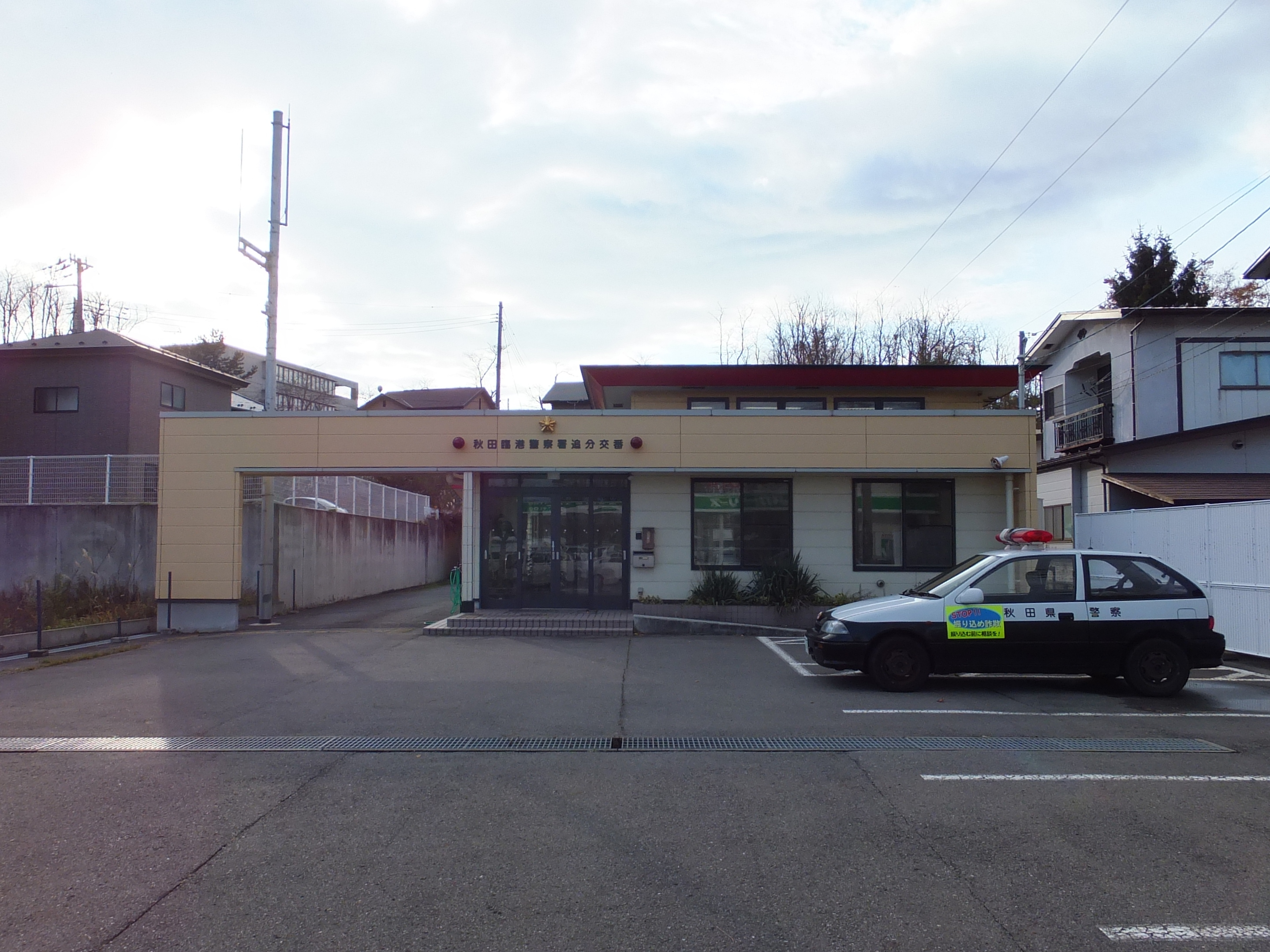
追分交番

- 福城寺 - 新城神社の隣にあり、秋田市の文化財指定となっている岩城氏の秘仏、虚空蔵菩薩、300年間の古過去帳が保存されている。

### かつてあった施設
- 射撃場

## 教育

### 学区
ほとんど地域が秋田市立下新城小学校、秋田市立秋田北中学校の学区になっている。下新城岩城の一部地域では秋田市立飯島小学校、秋田市立飯島南小学校、秋田市立飯島中学校の学区になっている。下新城長岡・下新城中野の一部地域では秋田市立下新城小学校から秋田市立金足西小学校に指定変更・選択通学地域になっている。

### 施設
- 北保育園
- 秋田市立下新城小学校
- 秋田市立秋田北中学校
- 秋田県立大学秋田キャンパス

- 秋田市立下新城小学校
- 秋田市立秋田北中学校
- 秋田県立大学秋田キャンパス

## 交通

### 鉄道
地区内に奥羽本線は通っているが鉄道駅はない。最寄り駅は金足追分にあるJR東日本奥羽本線・男鹿線の追分駅もしくは飯島道東にあるJR東日本奥羽本線の上飯島駅。

### バス
- 秋田中央交通
  - 系統100｜五城目線
  - 系統101｜追分線
  - 系統105｜追分線（県立大学経由） - 平日のみ
    - （飯島堀川） - 中野一区 - 中野二区 - 中野三区 - 中野四区 - 追分三叉路 - （金足追分）
- 秋田中央トランスポート
  - 秋田市マイタウン・バス北部線下新城コース（予約式・中野二区以降はフリー乗降区間）
    - （飯島堀川） - 中野一区 - 中野二区 - 島合 - 堰場
      - - 下新城コミセン前 - 下新城小学校前
      - - 笠岡 - 金受園前
      - - 堰根
        - - 岩城中央
        - - 青崎本村
          - - 下小友 - 十字橋 - 上小友
          - - 青崎中央 - （金足片田）
          - - 長岡中央 - 笹島東 - 笹島中央
            - - 下新城交流センター
            - - 笹島西

  - 秋田市マイタウン・バス北部線金足コース（予約式・中野三区 - 下新城交流センター間はフリー乗降区間）
    - （飯島堀川） - 中野一区 - 中野二区 - 中野三区
      - - 下新城交流センター
      - - 中野四区 - 追分三叉路 - （金足追分）

  - 秋田市マイタウン・バス北部線上新城コース（予約式・フリー乗降区間）
    - （上新城中） - 槻ノ木集会所前

### 道路
- E7秋田自動車道
  - 地区内を通っているが出入口はない。
- 国道7号
- 秋田県道56号秋田天王線
- 秋田県道112号久保秋田線
- 秋田市道堰場堰根北線
- 秋田市道中野笠岡線
- 秋田市道大浜上新城線
- 秋田市道下新城東西線
- 秋田市道追分小友線
- 秋田市道飯島下新城線
- 秋田市道糠塚槻ノ木線
- 秋田市道下新城中野線

## 著名出身者
- 石川雅規 - プロ野球選手（東京ヤクルトスワローズ）[4]
- 鎌田斗来 - サッカー選手
- 鎌田祐哉 - 元プロ野球選手（元東京ヤクルトスワローズ）[5]
- 中泉松司 - 政治家[4]